# اسکندر ختلانی
اسکندر ختلانی (عیدی‌زاده) (به تاجیکی: Искандар Хатлонӣ) (۲۰ مهر ۱۳۳۳، کولاب، تاجیکستان — ۳۱ شهریور ۱۳۷۹، مسکو، روسیه) — شاعر، مترجم، روزنامه‌نگار برجسته فارسی‌زبان و فعالِ سیاسی و اجتماعی از کشور تاجیکستان بود.

## زندگی‌نامه
اسکندر ختلانی در ۲۰ مهر سال ۱۳۳۳ (۱۲ اکتبر ۱۹۵۴) در خانوادهٔ آموزگاران در شهر کولاب در تاجیکستان زاده شد. دبیرستان را در زادگاهش به پایان برد و سپس تحصیلاتش را در دانشگاه ادبی ماکسیم گورکی در مسکو به پایان رسانید. همزمان با دانشجویی، برای بخش برونمرزی رادیوی شوروی خبرنگاری می‌کرد.
پس از انجام تحصیل در مسکو، اسکندر مدتی در هفته‌نامهٔ «ادبیات و صنعت» در شهر دوشنبه کار می‌کرد. آن زمان شوروی با افغانستان می‌جنگید و او را به کابل فرستادند، زیرا به گفتهٔ دوستانش، اسکندر نه تنها دانندهٔ زبان فارسی، بلکه یکی از بهترین مترجمان زبان روسی در اتحاد شوروی بود و گفتار رایزن روسی رئیس‌جمهوری افغانستان را به فارسی ناب و گفتار رهبران افغانستان را به روسی سره برگردان می‌کرد.
همزمان با مترجمی، اسکندر عیدی‌زاده استادِ دانشگاه علوم اجتماعی کابل نیز بود. در همین زمان بود که سومین مجموعهٔ شعرش به نام «صدای پای واژه‌ها» در سال ۱۹۸۸ میلادی در کابل منتشر شد. نخستین شعرهای اسکندر ختلانی در زمان دانش‌آموزی وی در دبیرستان در اواخر دههٔ ۱۹۶۰ میلادی در روزنامه‌های شهری، استانی و کشوری تاجیکستان منتشر شده بود.
اسکندر پس از خروج نیروهای شوروی از افغانستان در ۱۵ فوریه ۱۹۸۹، به مسکو برگشت و فعالیت خود را در زمینهٔ خبرنگاری بین‌المللی ادامه داد و در اوایل دههٔ ۱۹۹۰ میلادی خبرنگار بخش فارسی رادیوی بی‌بی‌سی شد.
در پایان دههٔ ۱۹۸۰ میلادی، اسکندر که همواره در پی تشکیل محفل سیاسی روشنفکران تاجیکستان بود، یکی از بنیادگذاران نخستین محفل سیاسی تاجیکستان به نام «رو به رو» (۱۹۸۸ میلادی) و جنبش مردمی «رستاخیز» (۱۹۸۹ میلادی) شد. وی در روند مبارزهٔ روشنفکران برای مقام دولتی زبان فارسی تاجیکی از پیشگامان این جنبش بود. اسکندر یکی از انگشت شمار فعالانی بود که شهادت جوانان را به دست حکومت کمونیستی تاجیکستان در بهمن ماه خونین ۱۹۹۰ میلادی در دوشنبه، محکوم کرده‌اند.
پس از بازگشت به مسکو در آغاز دههٔ ۱۹۹۰، اسکندر نخستین نشرِیهٔ آزاد تاجیکی را تأسیس داد که به نام «مژده» و به خط تاجیکی و خط فارسی منتشر می‌شد. اسکندر از آن افتخار داشت که با این روزنامه توانسته‌است پلی میانِ پارسی‌زبانان جهان استوار کند.
اسکندر از سال ۱۹۹۵ میلادی تا دم مرگ خبرنگار بخش تاجیکی رادیو آزادی بود.
اسکندر عیدی‌زاده ختلانی ۲۱ سپتامبر ۲۰۰۰ در منزلش در مسکو با تبر کشته‌شد. علت قتل او را پوشش خبری دومین جنگ روسیه در چچن بیان کرده‌اند که آن زمان موضوعی حساس برای روسیه بود. قاتلان وی تاکنون شناسایی و دستگیر نشده‌اند.

## شعرها
اشعار اسکندر ختلانی در چهار مجموعهٔ شعری منتشر شده که «پرواز» (۱۹۸۱)، «شکوفه» (۱۹۸۶)، «صدای پای واژه‌ها» (۱۹۸۸) و «کشایش» (دههٔ ۲۰۰۰) نام دارند. پس از مرگش، برادرش علیشیر عیدی‌زاده مجموعهٔ جدیدی را تهیه کرد که همه اشعار وی را از زمان دانش آموزی تا دم مرگش در بر می‌گیرد.
از نمونهٔ اشعار اسکندر ختلانی شعری است که در کتاب ادبیات دوم دبیرستان چاپ شده است:
| در خون من غرور نیاکان نهفته است  |  | خشم و ستیز رستم دستان نهفته است  |
| در تنگنای سینهٔ حسرت‌کشیده‌ام       |  | گهوارهٔ بصیرت مردان نهفته است     |
| خاک مرا جزیرهٔ خشکی گمان مبر      |  | دریای بی‌کران و خروشان نهفته است  |
| خالی دل مرا تو ز تاب و توان مدان |  | شیر ژیان میان نیستان نهفته است   |
| پنداشتی که ریشهٔ پیوند من گسست    |  | در سینه‌ام هزار خراسان نهفته است. |

## زیرنویس
1. 1 2  تارنگار سلیم ایوب زاد
2. ↑  زادروز شادروان اسکندر ختلانی
3. ↑  ادبیات فارسی دوم دبیرستان، ۲۲۰/۱، چاپ پانزدهم سال ۱۳۹۱.